# Eparchie pereslavská
Eparchie Pereslavl je eparchie ruské pravoslavné církve nacházející se v Rusku.

## Území a titul biskupa
Zahrnuje správní hranice území městského okruhu Pereslavl-Zalesskij, také Bolšeselského, Borisoglebského, Myškinského, Pereslavského a Ugličského rajónu Jaroslavské oblasti.
Eparchiálnímu biskupovi náleží titul biskup pereslavský a ugličský.

## Historie
Eparchie byla zřízena rozhodnutím Nejsvětějšího synodu dne 18. července 1744. Důvodem bylo mnoho chrámů o které se eparchie moskevská nestačila starat.
V době založení měla 605 farností a sídlo biskupa se nacházelo v Gorickém monastýru Zesnutí přesvaté Bohorodice.
Roku 1788 po přeložení biskupa Feofilakta (Gorského) do Kolomny byla eparchie zrušena a její území se stalo součástí suzdalské eparchie.
Dne 6. dubna 1902 dekretem cara Mikuláše II. získal archimandrita Innokentij (Figurovskij), vedoucí Ruské duchovní misie v Číně titul biskupa pereslavského.
Dne 24. prosince 2015 byla Svatým synodem obnovena pereslavská eparchie a to oddělením od jaroslavské a rybinské eparchie. Stala se součástí jaroslavské metropole.

## Seznam biskupů

### Pereslavská eparchie
- 1721–1727 Innokentij (Kulčickij), titulární, svatořečený
- 1744–1752 Arsenij (Mogiljanskij)
- 1753–1753 Serapion (Ljatoševič)
- 1753–1761 Amvrosij (Zertis-Kamenskij)
- 1762–1768 Silvestr (Stragorodskij)
- 1768–1773 Gennadij (Kratinskij)
- 1774–1776 Antonij (Rumovskij)
- 1776–1788 Feofilakt (Gorskij)

### Pereslavl-Zalesský vikariát vladimirské eparchie
- 1902–1918 Innokentij (Figurovskij)
- 1918–1927 Damian (Voskresenskij), svatořečený mučedník
- 1927–1932 Leonid (Antoščenko), svatořečený mučedník

### Pereslavl-Zalesský vikariát jaroslavské eparchie
- 1998–1998 Anatolij (Aksjonov)

### Pereslavská eparchie
- 2015–2018 Feodor (Kazanov)
- od 2018 Feoktist (Igumnov)